# Rohr (Thüringen)

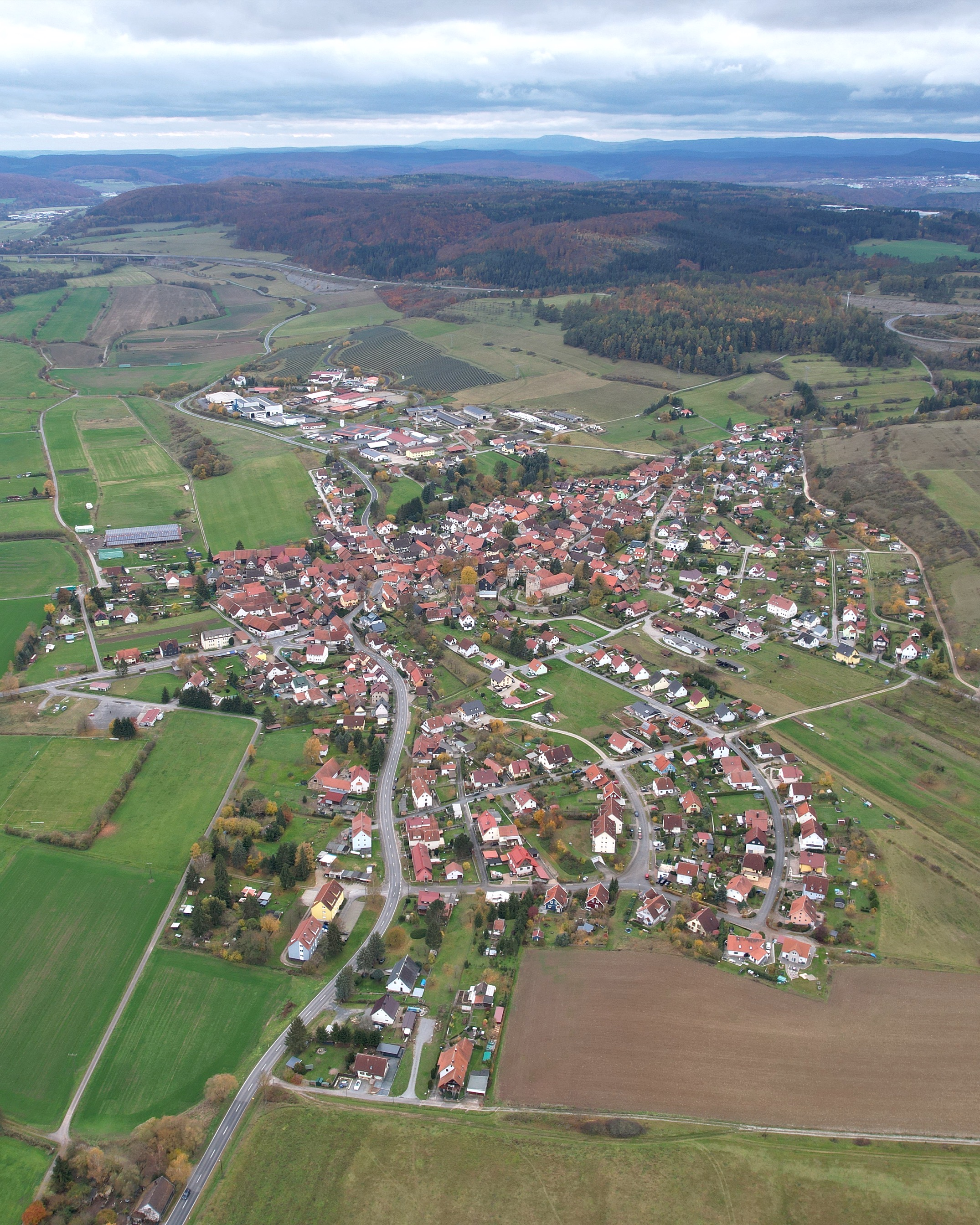
Luftaufnahme von Rohr

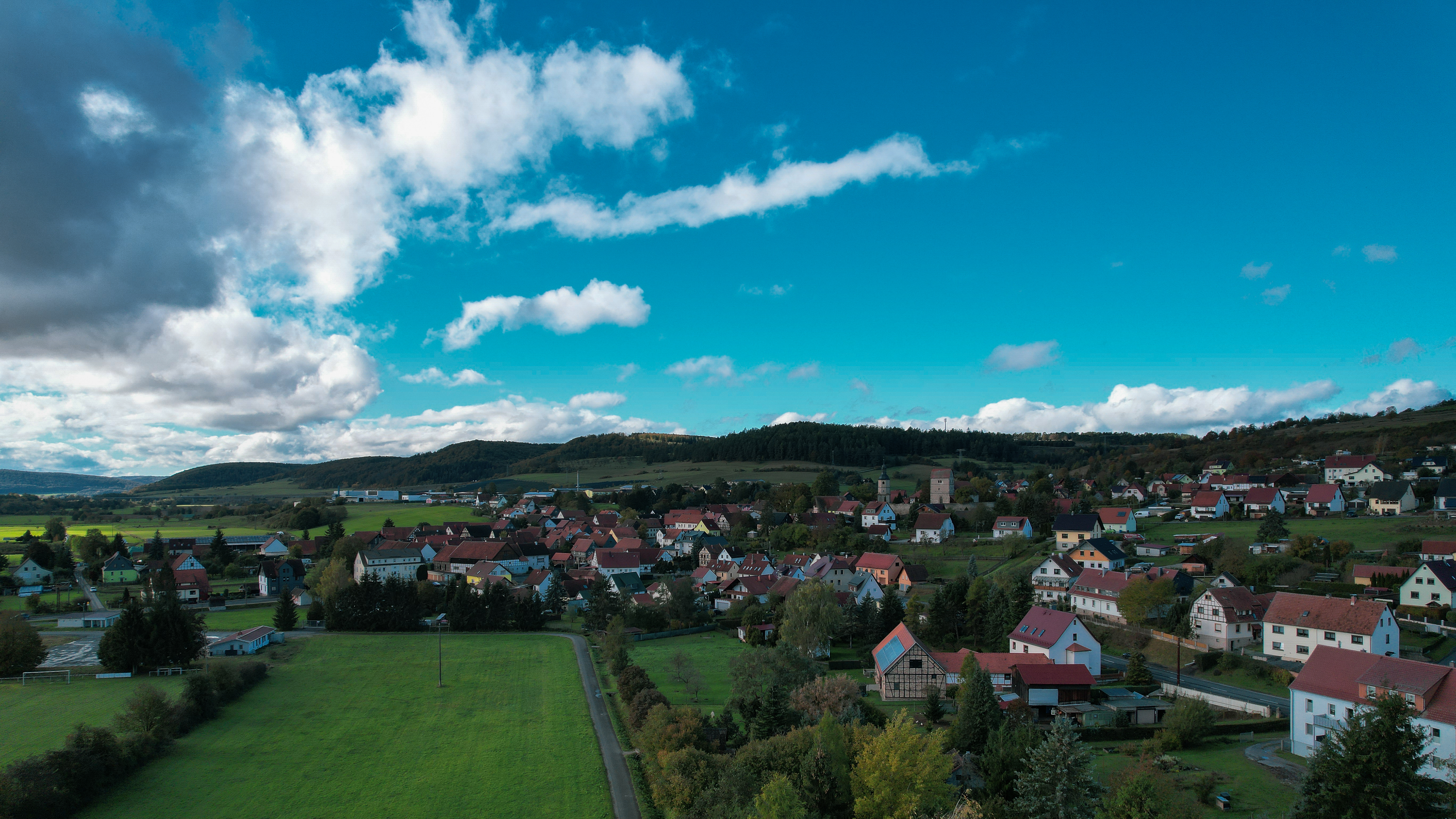
Rohr

Rohr ([ʁoːɐ̯] ) ist eine Gemeinde im Landkreis Schmalkalden-Meiningen in Thüringen. Die Gemeinde gehört zur Verwaltungsgemeinschaft Dolmar-Salzbrücke.

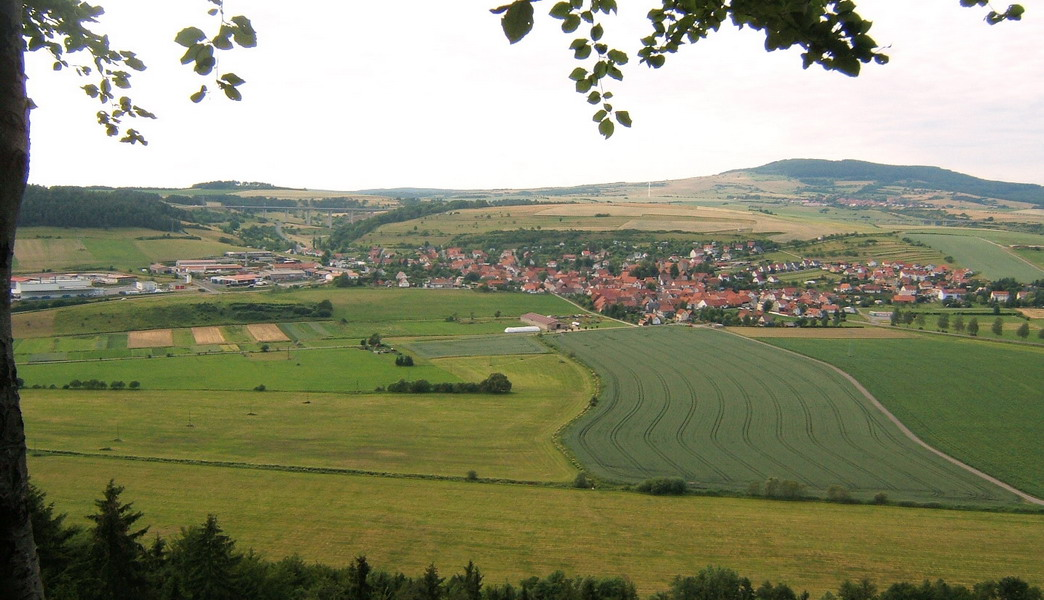
Blick vom Aussichtspunkt „Am Stein“ auf Rohr und den Dolmar

## Geografie
Im Knotenpunkt der Straßen nach Suhl, Meiningen, Zella-Mehlis und Obermaßfeld liegt auf ca. 340 m ü. NN das Dorf Rohr.

### Gemeindegliederung
Zum eigentlichen Dorf Rohr gehört noch die Siedlung Kloster Rohr, wo sich ein Berufsbildungszentrum und der Haltepunkt Rohr (Thür) befinden.

### Nachbargemeinden
Im Westen hinter dem Rohrer Berg liegt die Kreisstadt Meiningen, im Norden die Gemeinde Kühndorf, im Nordosten Schwarza, im Osten Dillstädt, südlich die Gemeinden Ellingshausen, Einhausen und Belrieth.

## Geschichte

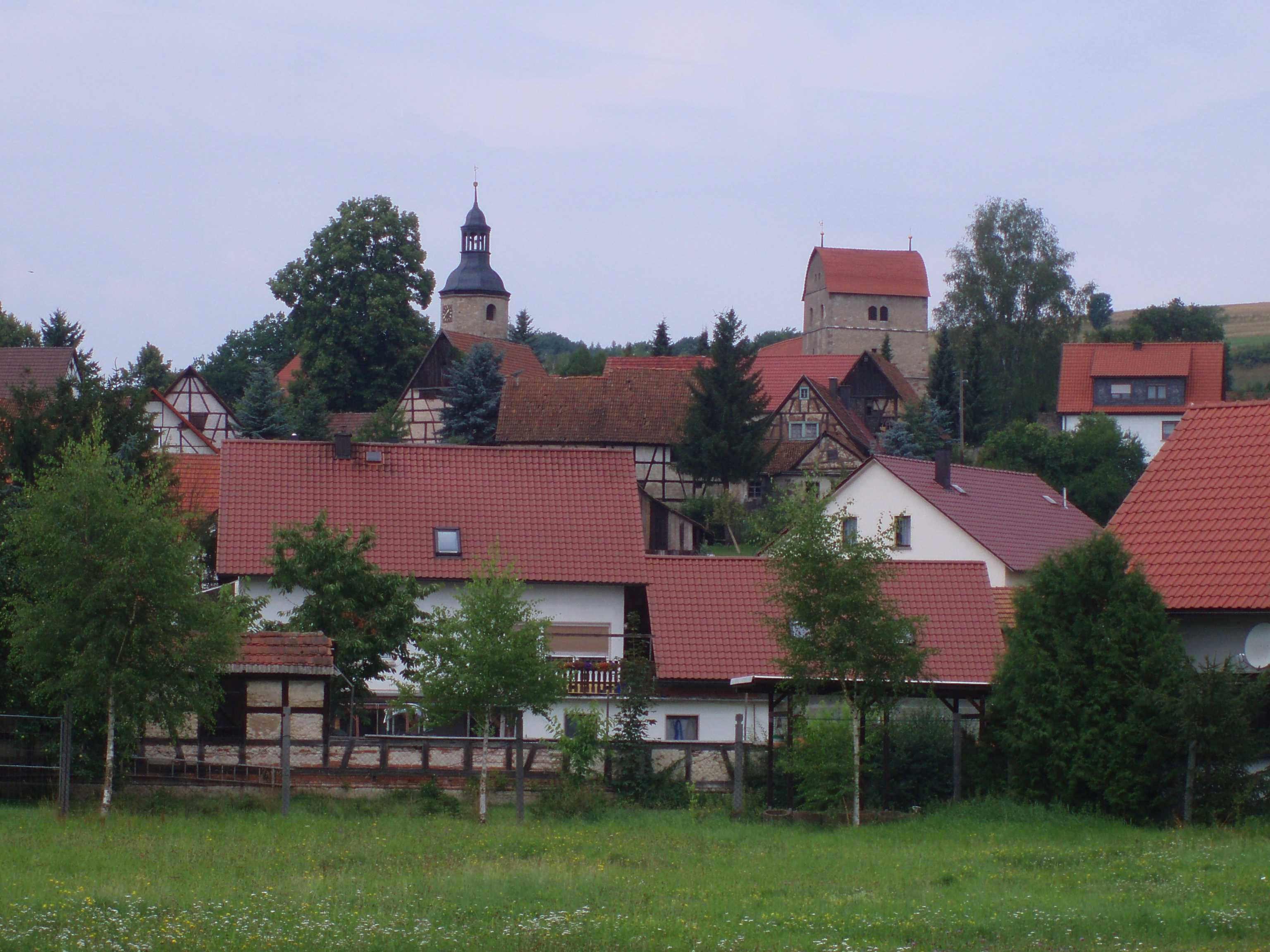
Blick auf Rohr

Rohr wurde 815 erstmals urkundlich erwähnt mit der Gründung eines Benediktinerklosters. Während das Kloster nur kurze Zeit bestand, entwickelte sich im Ort ein Reichshof, der wiederholt Aufenthaltsort deutscher Könige war. Nach dem überraschenden Tod Kaiser Ottos II. am 7. Dezember 983 in Rom rief Willigis, der Erzbischof von Mainz, dessen Witwe Theophanu und Adelheid, Ottos II. Mutter, aus Italien nach Deutschland. Auf einem Reichstag in Rara (d. i. Rohr) übergab 984 Heinrich von Bayern (der Zänker), der nächste männliche Verwandte der herrschenden Dynastie, der deshalb Ansprüche auf die Vormundschaft und Regentschaft erhob, den schon zum König gekrönten unmündigen dreijährigen Otto III. an Theophanu.
Südlich des Dorfes entstand 1206 ein Benediktinerinnenkloster, das im Zuge der Reformation aufgehoben wurde und 1833 in Privatbesitz kam.
Rohr lag im Mittelalter an einer wichtigen Handelsstraße, die von Mainfranken über Mellrichstadt, Jüchsen an der Salzfurt, Einhausen an der Werrafurt, über die Zeller-Leube in den Thüringer Wald führte. Wichtigster Erwerbszweig war lange die Landwirtschaft, ab dem frühen 20. Jahrhundert auch das Bauhandwerk.
Der Ort zählte ursprünglich zum hennebergischen Amt Schwarza und lag zwischen 1500 und 1806 im Fränkischen Reichskreis. Er kam 1660 an Sachsen-Naumburg-Zeitz, 1680 an das Amt Kühndorf, 1718 an Kursachsen, 1815 an Preußen (ab 1816 Kreis Schleusingen) in der Provinz Sachsen.
Am 29. Apriljul. / 9. Mai 1607greg. fordert ein Unwetter in Rohr sieben Menschenleben.
Rohr war 1602–ca. 1628 von Hexenverfolgungen betroffen: Sieben Frauen und ein Mann gerieten in Hexenprozesse, drei Frauen wurden verbrannt. Das erste Opfer 1605 wurde Barbara, Wolf Krechs Frau.
Während des Zweiten Weltkrieges mussten etwa 100 Kriegsgefangene aus Frankreich sowie Frauen und Männer aus Polen und der Sowjetunion Zwangsarbeit verrichten: auf dem Klostergut, im Forst und im Sägewerk. Opfer der Zwangsarbeit einschließlich ihrer Kinder wurden auf dem Friedhof begraben.

### Name
Die Siedlung hat in den alten Urkunden des Mittelalters vier Namen: rara, rora, rore und ror. Das Große Deutsche Ortsbuch listet im deutschsprachigen Raum siebzehn Ortschaften gleichen Namens auf. Der Ortsname leitet sich von dem Schilfrohr ab, das in den Flussniederungen noch heute reichlich wächst. Das Schilfrohr erscheint auch im Wappen des Dorfes und zwar neben dem Benediktinerkreuz als Hinweis auf die Klostergeschichte, sowie der Henne, dem Wappentier der ehemaligen Grafschaft Henneberg.

### Einwohnerentwicklung
Entwicklung der Einwohnerzahl (31. Dezember):
| - 1994: 986 - 1995: 1.032 - 1996: 1.050 - 1997: 1.080 - 1998: 1.085 - 1999: 1.084 | - 2000: 1.089 - 2001: 1.077 - 2002: 1.062 - 2003: 1.062 - 2004: 1.046 - 2005: 1.044 | - 2006: 1.028 - 2007: 1.008 - 2008: 992 - 2009: 990 - 2010: 986 - 2011: 972 | - 2012: 979 - 2013: 978 - 2014: 975 - 2015: 980 - 2016: 960 - 2017: 951 | - 2018: 946 - 2019: 925 - 2020: 921 - 2021: 911 - 2022: 911 |

 Datenquelle: Thüringer Landesamt für Statistik

## Sehenswürdigkeiten

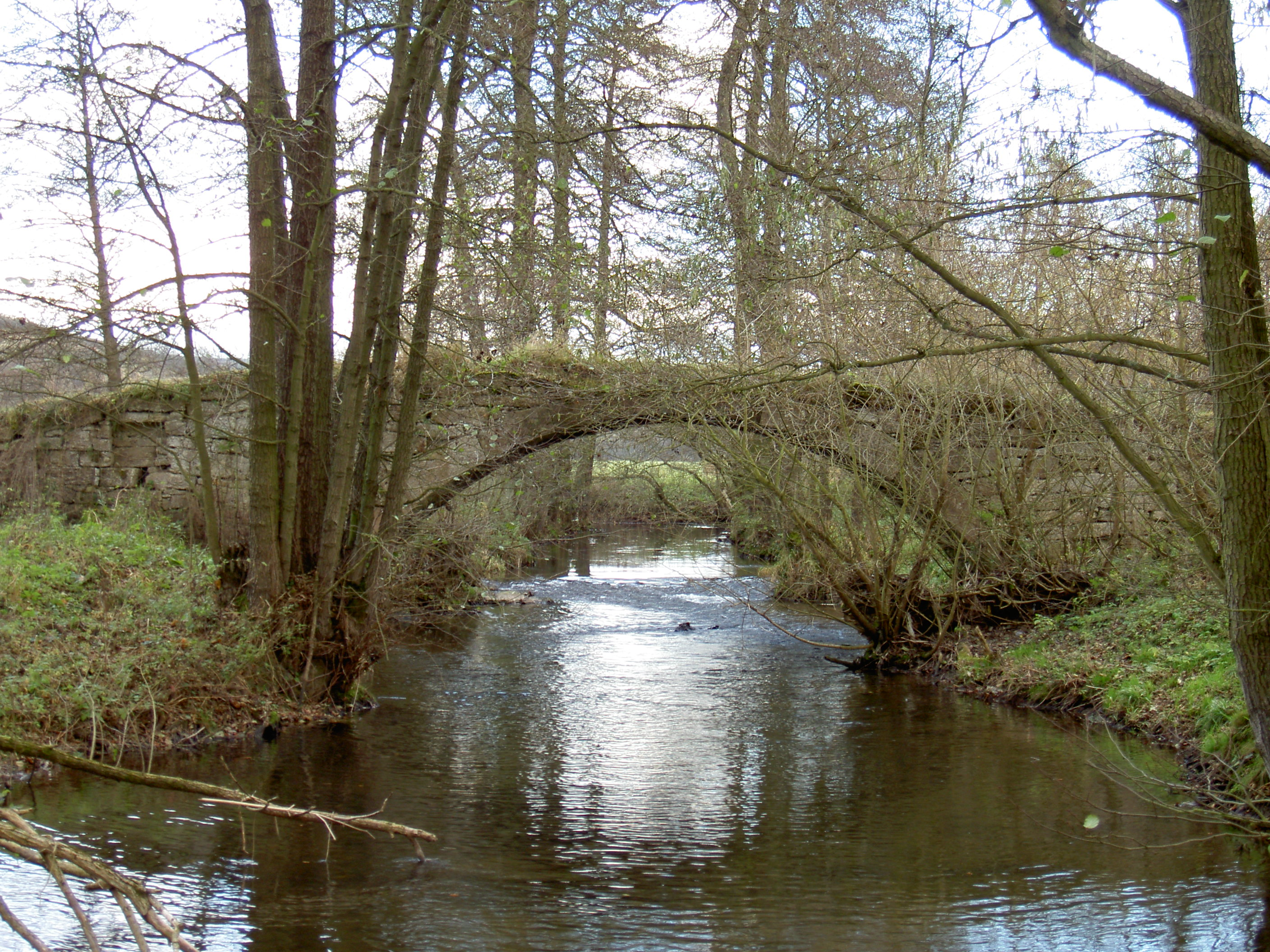
Haselbrücke

- Die alte Wehrkirche Michaeliskirche wurde als Klosterkirche eines Benediktinerklosters zwischen 815 und 820 erbaut. Die heutige Dorfkirche mit der Krypta ist der einzige in großen Teilen aus karolingischer Zeit erhaltene Monumentalbau im östlichen Deutschland.
- Im gut erhaltenen historischen Ortskern stehen Fachwerkhäuser im fränkischen Fachwerkstil und nahe der Kirchenburg eine Heimatstube.
- Nahe dem Bahnhaltepunkt befindet sich das ehemalige Kloster Rohr, von dem Reste der ehemaligen Klostermauer und das Gebäude der Johanniskirche erhalten sind.
- Die Steinbogenbrücke (Haselbrücke) überspannt das Flüsschen Hasel (Nebenfluss der Werra) in der Nähe des Ortsteils Kloster. Die Brücke soll mit ca. 500 Jahren eine der ältesten Steinbogenbrücken im Landkreis Schmalkalden-Meiningen sein.

## Wirtschaft
In der Siedlung Kloster Rohr befindet sich das Hotel zu Kloster.
Das Gewerbegebiet Rotes Tal umfasst die Autoverwertung Schleicher, Abschlepp- und Bergedienst Sascha Paes, IHP Stefan Döll Paletten/Verpackung, EZM Profilbearbeitungs GmbH, Rohrer Getränkevertrieb, AiR Abfall ist Rohstoff GmbH und den Hundeplatz Charakterpfoten.

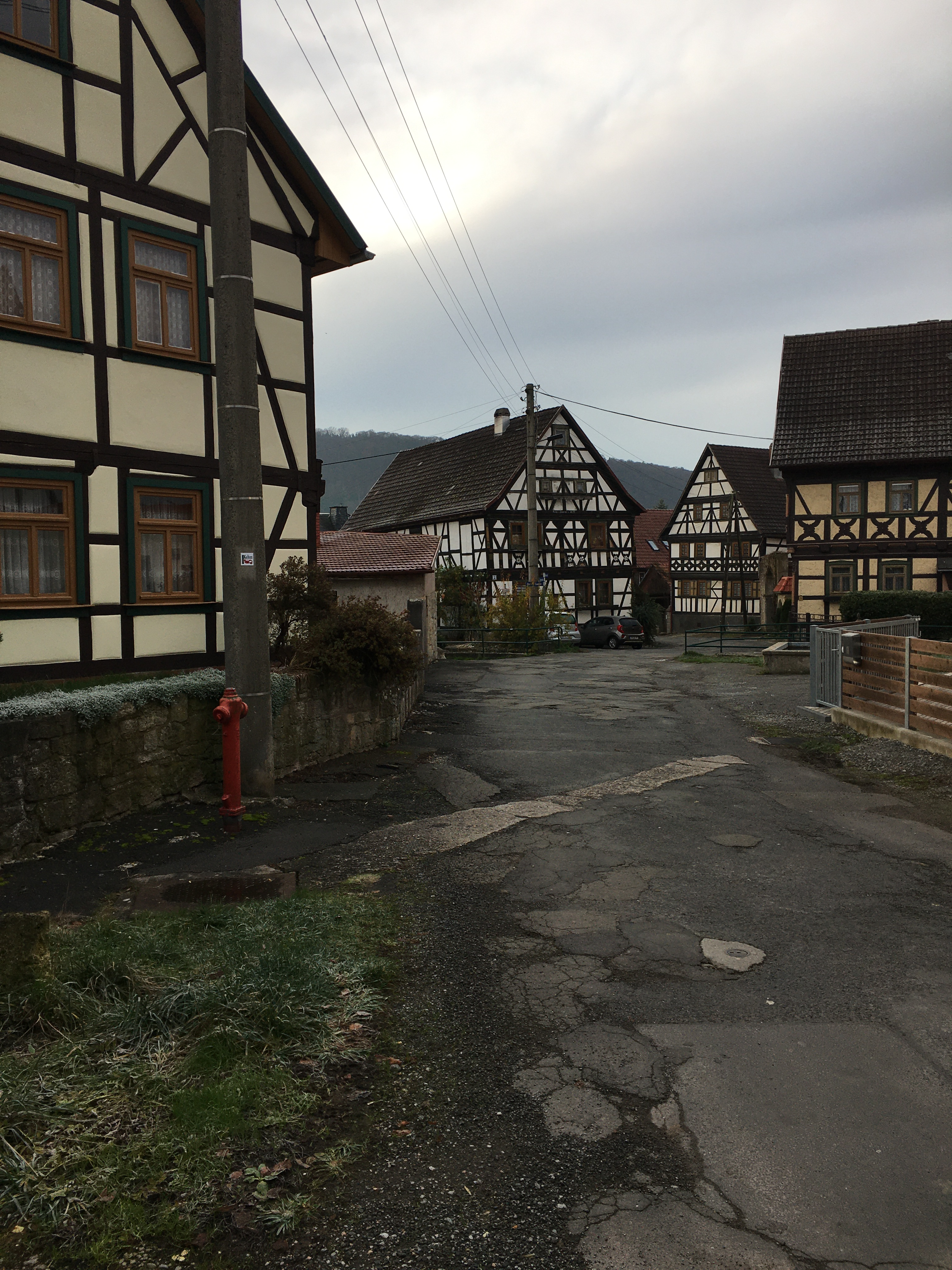
Ortskern aus Fachwerkhäusern

## Persönlichkeiten

### Söhne und Töchter der Gemeinde
- Sebastian Abesser (1581–1638), evangelischer Theologe
- Paul König (1867–1933), Kapitän und 1916 Kommandant des ersten Handels-U-Bootes U-Deutschland.
- Theodor Krech (1877–1932), Architekt

### Personen, die mit dem Ort in Verbindung stehen
- Gottfried Adolf Kinau (1814–1887), war von 1851 bis 1861 Pfarrer in Rohr und Astronom. Ein Mondkrater ist nach ihm benannt.

## Verkehr
Rohr (Thüringen) hat einen Haltepunkt an der Bahnstrecke Neudietendorf–Ritschenhausen mit Zugverbindungen nach Erfurt, Schweinfurt und Meiningen. Zwei Kilometer westlich befindet sich die Anschlussstelle Meiningen-Nord der Bundesautobahn 71.